# Tetsuya Mizuguchi
Tetsuya Mizuguchi (Japonés: 水口哲也, Mizuguchi Tetsuya), nació el 22 de mayo de 1965 en Otaru, Hokkaidō, Japón. Es un diseñador de videojuegos y fundador de la firma para el desarrollo de los videojuegos Q Entertainment.

## Carrera
Mizuguchi trabajó para Sega desde 1990 al 2003 y estuvo dentro de los títulos como Sega Rally Championship, Space Channel 5 y Rez. Su último cargo fue oficial de jefe creativo en la división de juegos del United Game Artists de Sega.
En septiembre de 2003, Sega realizó una reestructuración de su personal. Entre sus cambios estuvo la disolución de la United Game Artists y la transferencia de sus miembros dentro de Sonic Team. Al siguiente mes, Mizuguchi anunció que el debería dejar Sega el 10 de octubre de 2003. Citó los cambios en la cultura corporativa después de que surgió Sega-Sammy y lo vio como un obstáculo en lo que él quería hacer.
Anunció que podría independizarse en la industria de videojuegos a través de una empresa que en ese entonces no tenía nombre.
Estuvo desde que se inició Q Entertainment e inicialmente produjo 2 juegos de puzle para sistemas portables: Lumines para PSP y Meteos para Nintendo DS. Ambos juegos se realizaron en Japón, Norteamérica y Europa. Con Q Entertainment, él luego produjo Lumines Live! el cual fue realizado para la Xbox 360 a través del servicio de microsoft Xbox Live Arcade, el 18 de octubre de 2006. El 7 de noviembre de 2006 también produjo Lumines II para la PSP, secuela al título original, y el juego «shooter/puzzle» (NdT: Género de disparo y acertijos) llamado Every Extended Extra el cual fue realizado el 7 de agosto de 2006, basado en el pequeño proyecto de Omega llamado Every Extend.
Además, Mizuguchi trabajó en Ninety-Nine Nights como un contratista externo y es el principal productor para el sello Beat Quest. Habitualmente, iba y venía entre Japón y Corea del Sur para trabajar como desarrollador para Ninety-Nine Nights, Phantagram.
Más recientemente, supervisó el desarrollo de Gunpey, un título con versiones para Nintendo DS y PSP, en honor a Gunpei Yokoi. Una nueva versión de “Every Extend Extra” fue producido para Xbox Live con el nombre de “Every Extend Extra Extreme”, el cual fue realizado el 17 de octubre de 2007.
Mizuguchi afirma que él no tenía aspiraciones para llegar a ser un diseñador de videojuegos hasta que fue entrevistado por Sega en 1990. Antes de entrar a la industria de juegos, Mizuguchi se especializó en estética de los medios de comunicación en la Facultad de arte de la universidad de Nihon.
Además de diseñar videojuegos, Mizuguchi ha expresado interés en dirigir videos musicales. Uno de los videos musicales incluidos en “Lumines ll” para la canción “Heavenly Star” de Genki Rockets fue dirigido por Mizuguchi, quien también coescribió la letra de esta. 
Es conocido por colaborar con varios DJs y productores de música de las bandas sonoras de sus juegos, incluyendo Ken Ishii, Tsuyoshi Suzuki y más notablemente Shinishi Osawa también conocido como Mondo Grosso. El 7 de julio de 2007, el personaje Lumi de Genki Rockets abrió el concierto “Live Earth” en Tokio en una presentación holográfica e introdujo un video con proyección holográfica de Al Gore.
Mizuguchi habla inglés, y ha hecho muchas entrevistas en inglés con los medios de comunicación occidentales.

## Juegos

### Diseñados
- Sega Rally Championship (1995; Arcade, Sega Saturn, PC) AM5

- Sega Rally 2 (1998; Arcade, Dreamcast, PC) AM5

- Space Channel 5 (1999; Dreamcast, PS2) UGA

- REZ (2001; Dreamcast, PS2) UGA

- Space Channel 5: Part 2 (2002; Dreamcast, PS2) UGA

- Lumines (2004; PSP, PS2) Q Entertainment

- Lumines Live! (2006; Xbox 360) Q Entertainment

- Lumines II (2006; PSP) Q Entertainment

- Ninety-Nine Nights (2006; Xbox 360) Q Entertainment, Phantagram

- Child of Eden (2011; Xbox 360 y PS3) Q Entertainment, Ubisoft

- Lumines Electronic Symphony (2012; PSVita)Ubisoft, Q Entertainment, Ubisoft
- Tetris Effect (2018; PS4 y compatible con PSVR) Enhance, Monstars Inc.

### Producido o mejorado
- Meteos (2005; Nintendo DS) Q Entertainment

- Every Extend Extra (2006; PSP) Q Entertainment

- Gunpey (2006; Nintendo DS, PSP) Q Entertainment

- Every Extend Extra Extreme (2007; Xbox 360) Q Entertainment